# 我们的孩子，我们自己
《我们的孩子，我们自己》（英語："Our Children, Ourselves"）是美国广播公司播出的情景喜剧《摩登家庭》第二季的第12集，也是整部剧集的第36集，于2011年1月12日在美国首播。执行制片人丹·奥香侬和比尔·鲁贝尔编写了本集的剧本，亚当·山克曼执导。玛丽·莱恩·莱杰斯库在片中客串出演米歇尔的前女友翠茜。
在这一集中，亚历斯·邓菲学习的入迷程度让父母菲尔和克莱尔对自己的教育方法产生了疑问。格罗丽娅·德尔加多-普莱杰特试图结识一些新的朋友，米歇尔·普莱杰特在路上偶遇自己的前女友翠茜，并且对她的近况产生了疑问，特别是看到她好像还带了一个孩子。
《我们的孩子，我们自己》获得了电视评论员较为正面的评价，很多人都称赞了米歇尔和金馬倫故事桥段的结局。根据尼尔森媒体调查的数据，这一集首播时共有1112万户家庭观看，在18-49岁年龄段观众群中的收视率为4.2 / 10%，是这个星期美国广播公司首播收视率第二高的节目，仅次于《实习医生格蕾》。萨拉·海蓝德没有在这一集中出镜。

## 剧情
亚历斯·邓菲（Alex Dunphy，阿芮尔·温特饰）学习的努力程度让爸爸菲尔（Phil，泰·布利尔饰）和妈妈克莱尔（Claire，朱丽·鲍温饰）很担心，觉得女儿这样下去会学成书呆子。两人一开始试着让亚历斯缓口气儿，但女儿不听，最后只能下命令来「阻止」她学习。结果亚历斯在考试里拿了全班第二，落后于一位名叫桑杰·帕特尔（Sanjay Patel）的同学，难过的亚历斯认为这肯定是由于对方的家长一个是医生，一个是教授，所以自己必须竭尽全力。这话可真让菲尔和克莱尔郁闷了，担心自己是不是真拖了孩子的后腿。之后两人去看电影，本来买票时是打算去看《大章鱼3D》，但到了电影院意外遇到了桑杰的父母维斯和尼娜，于是决定和他们一起去看一部什么法国电影，希望可以鼓励自己的孩子。事实证明，两人实在不是看这种法国电影的料，觉得太过气闷的菲尔受不了了，于是跑去看《大章鱼3D》，而克莱尔直接就在电影院里睡着了，还张着嘴打起了呼噜。菲尔回来叫醒老婆后说，女儿克莱尔是全班成绩最好的孩子之一，蠢蛋父母可不会有那么聪明的孩子。两人走出电影院，又看到那对「聪明父母」连验证停车票这样的事儿也搞不掂，于是心满意足地回家了。
米歇尔·普莱彻特（Mitchell Pritchett，杰西·泰勒·弗格森饰）和金馬倫·德卡（Cameron Tucker，艾瑞克·斯通斯崔特饰）在一家超市门前遇到了米歇尔的前女友翠茜（Tracy），米歇尔提议说有时间可以出来聚聚，翠茜予以了回绝而且看起来并不希望见到他。之后，两人从不远处看到翠茜似乎和一个8岁左右的男孩在一块，他们没看到男孩的脸，只是从后背看和米歇尔一样是红发。米歇尔和翠茜的上一次见面正好也是8年前，而且那也是米歇尔生命中唯一一次和一位女性发生过性关系。米歇尔把这些告诉了金馬倫，结果后者也跟着焦虑起来。争吵又挣扎后，两人决定米歇尔还是应该对自己的行为负责，去见一下他的「亲生儿子」。两人又见到了翠茜，米歇尔表示想见一下和她在一起的男子，翠茜深感意外但还是过去叫了他过来，只是这不是个8岁大的孩子，而是一个成年男子，只不过是一位侏儒，这下场面尴尬了，特别是米歇尔和金馬倫还准备了一份礼物：一个「小猛男」牌棒球手套。
格罗丽娅（Gloria，索菲娅·维加拉饰）和杰伊（Jay，艾德·奥尼尔）之前在度假时认识了一对霍夫曼夫妇，这两人把当时的客套话当了真，真的上门来拜访了，杰伊和格罗丽娅对此都觉得有些懊恼，只是杰伊对此会比较明显地表露出来，而格罗丽娅倒是更持重和友好。得知霍夫曼夫妇会留下来过夜后，杰伊受不了了，表明自己不欢迎对方来访。尴尬的霍夫曼夫妇于是决定离去，但格罗丽娅觉得很过意不去，特别是对方还送给了自己一本有加夫列尔·加西亚·马尔克斯亲笔签名的《百年孤独》。她代表杰伊向两人道歉，并且告诉他们不要生杰伊的气，因为他的「心智正在日益消逝」，她表示自己的丈夫患上了多种已近末期的老年疾病，「老实说我真意外医生怎么还允许他开车」，说服两人留了下来。早上，杰伊得知霍夫曼夫妇还没走，于是决定去道个歉，不过曼尼整了个恶作剧，给他一个作过手脚的杯子喝果汁，结果他一边喝，果汁就一边流得他满身都是。霍夫曼夫妇更加相信杰伊已经「快不行了」，于是匆忙离开了他的家，并且谢绝了对方开车送自己去机场的好意，心里还对格罗丽娅这么年轻却「不离不弃」深感敬佩。

## 制作

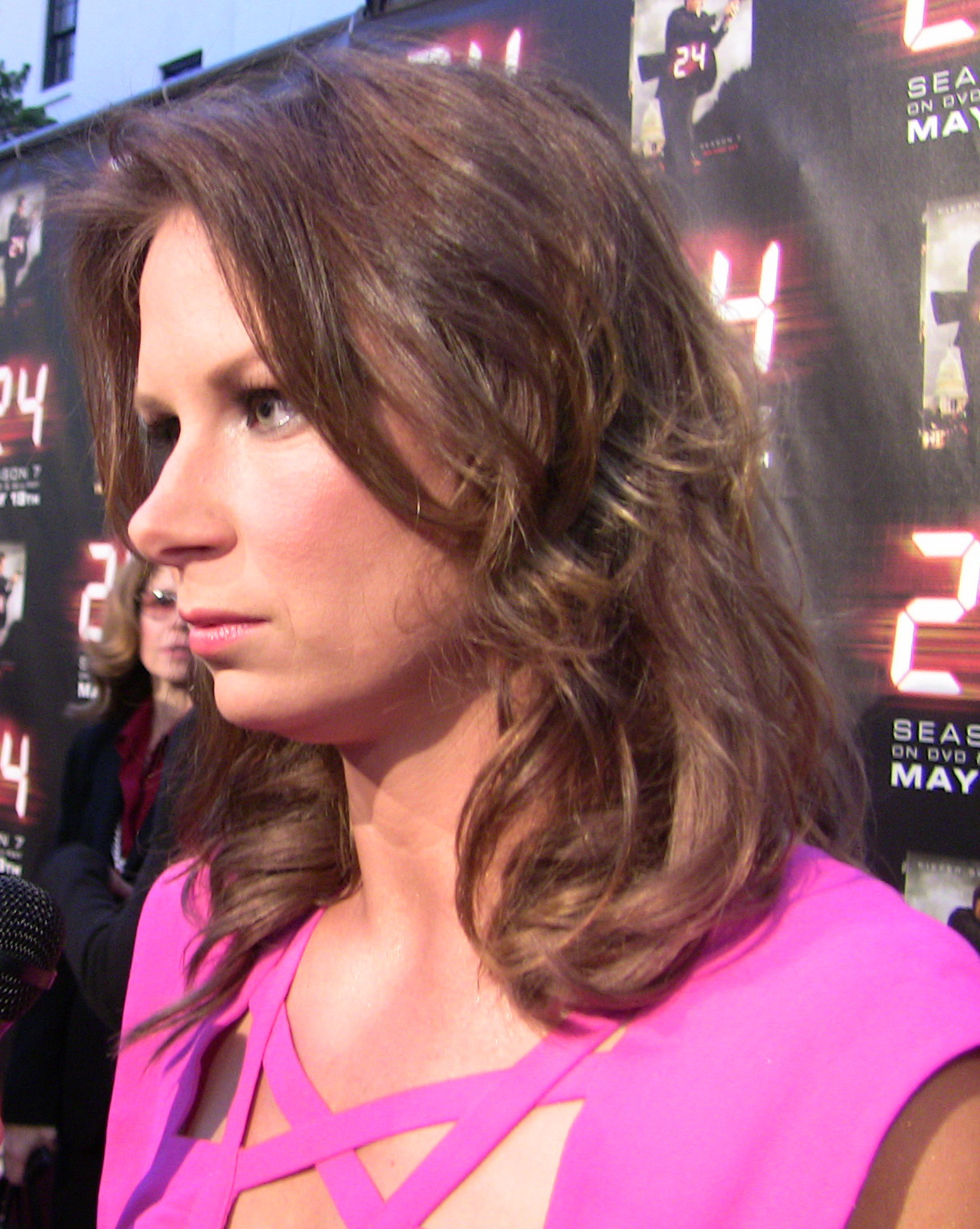
玛丽·莱恩·莱杰斯库在《我们的孩子，我们自己》中客串出演米歇尔的前女友

执行制片人丹·奥香侬和比尔·鲁贝尔共同编写《我们的孩子，我们自己》的剧本，亚当·山克曼担任导演，这是奥香侬和鲁比尔继《摩登家庭》第一季第22集《机场2010》后第二次合作编写剧本。《我们的孩子，我们自己》于2010年的10月13日和10月15日拍摄完成。
2010年10月，電視指南报道称玛丽·莱恩·莱杰斯库将扮演米歇尔的前女友，她的戏份于2010年10月13日摄制。莱杰斯库之后在接受采访时表示自己在现实生活中也有过同样的经历：「好像在我七年级还是八年级的时候我认识这么个男生......我们有过亲密的时光......然后他突然就这么离开了，我再也没见过他。大概20年后他在上联系我。原来是个彻底的同性恋。」本集于2011年1月12日通过美国广播公司在美国首播，总统贝拉克·奥巴马针对2011年圖森槍擊事件发表讲话，导致电视剧播出时间也比往常推迟20分钟。

## 反响

### 收视率
《我们的孩子，我们自己》首播当晚在美国一共有约1112万户家庭观看，于18至49岁年龄段所获得的收视率为4.2 / 10%。这意味着全美所有18-49岁人群中有4.2%观看了该节目，而在当时所有观看电视的18-49岁观众群中则有10%观看本集。根据尼尔森媒体调查的数据，这是星期三收视率最高的节目。和上一集《拖累邻居》相比这个数字略有降低，可能是因为播出时间推迟的影响。不过这一集节目还是成为美国广播公司该周收视率第二高的节目，仅次于《实习医生格蕾》，在所有电视台中名列第7位。

### 评价
《我们的孩子，我们自己》获得頗正面的评价，很多评论员都赞赏了米歇尔和金馬倫故事主线的结局。电视小队的乔尔·凯勒（Joel Keller）给出正面评价，表扬了其中「好笑的时刻」，但觉得还不够满足，希望可以得到更多的信息以便更清晰地了解所有的事情。影音俱樂部的约翰·特蒂（John Teti）称这一集的表现「不怎么样」，主要批评的是杰伊和格罗丽娅的桥段，他最终对节目的总体评分为C+。《纽约》的雷切尔·密德斯（Rachael Maddux）称赞节目中让各个角色走出原本一本正经的生活环境与世上其他乡亲互动。电视指南的马特·罗什认为这一集的所有故事线索都「大获全胜」。電視指南的乔伊斯·英格（Joyce Eng）和凯特·斯坦霍普（Kate Stanhope）之后总结认为米歇尔和金馬倫的故事线索是2011年1月6日至13日这一星期最美妙的时段。《娱乐周刊》的莱斯利·萨维奇（Lesley Savage）认为这一集的表现不及《拖邻居后腿》，但米歇尔和金馬倫的故事线索也「太他妈好笑了」。《时代》的詹姆斯·波尼沃兹克（James Poniewozik）认为本集的剧情就是直接从「邪恶和误会的情景喜剧学校」中产生的，觉得这一集的表现让人满意，并称菲尔和克莱尔的故事桥段是「最可笑的故事线」。